# Ohrenbach
Ohrenbach település Németországban, azon belül Bajorországban. Lakosainak száma 585 fő (2023. december 31.).

## Népesség
A település népessége az elmúlt években az alábbi módon változott:
| Lakosok száma | 498  | 649  | 623  | 728  | 598  | 618  | 615  | 592  | 601  | 585  |
|               | 1875 | 1950 | 1975 | 1987 | 2012 | 2014 | 2016 | 2017 | 2021 | 2023 |